# Estação Petrobrás
A Estação Petrobrás é uma das estações do Metrô de Porto Alegre, situada em Canoas, entre a Estação São Luís e a Estação Esteio. Faz parte da Linha 1.
Foi inaugurada em 2 de março de 1985. Localiza-se no cruzamento da Avenida Guilherme Schell com a Rua João Goularte. Atende os bairros de Brigadeira e Industrial.

## Localização
A estação recebeu esse nome por estar situada próxima à Refinaria Alberto Pasqualini, uma refinaria pertencente à Petrobras inaugurada em 1968.
Em suas imediações também se localiza uma das sedes da AGCO, uma empresa que fabrica maquinários e equipamentos voltados para o setor agrícola.